# Lucas Alves de Araújo
Lucas Alves de Araújo, noto semplicemente come Lucas (Osasco, 22 luglio 1992), è un calciatore brasiliano, difensore del Nam Định.

## Palmarès

### Club

#### Competizioni nazionali
- Coppa Svizzera: 1

Lucerna: 2020-2021
- Campionato vietnamita: 2

Nam Định: 2023-2024, 2024-2025
- Supercoppa del Vietnam: 1

Nam Định: 2024